# Monument Tegetthoff

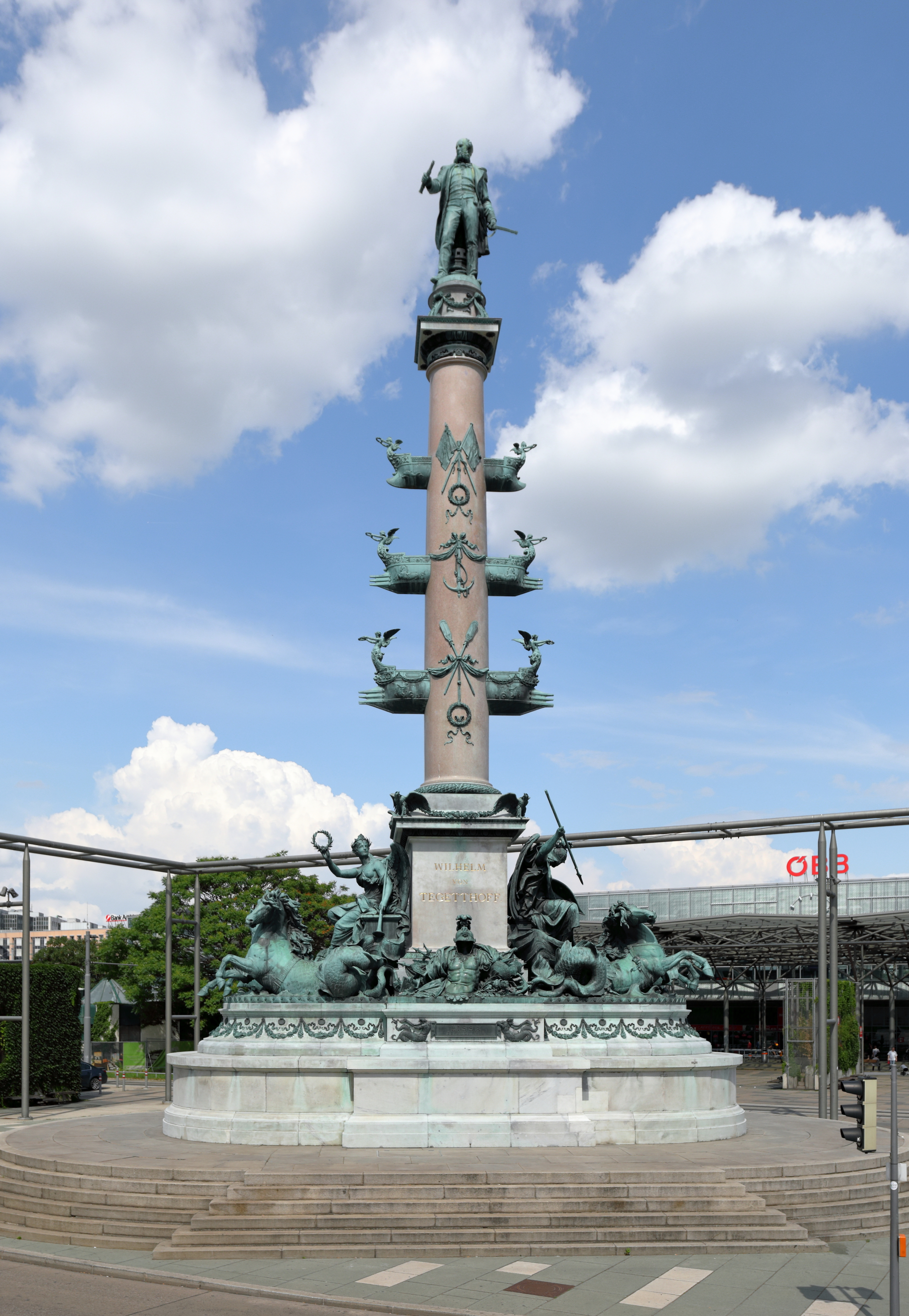
Le monument Tegetthoff sur le Praterstern à Vienne

Le monument Tegetthoff à Vienne a été conçu par Carl Kundmann (statue) et Karl von Hasenauer (architecture) et commémore Wilhelm von Tegetthoff, vice-amiral et commandant des marines autrichienne et austro-hongroise dans les années 1860. Il a été inauguré le 21 septembre 1886 au Praterstern, au bout de la Praterstrasse, dans le quartier viennois de Leopoldstadt, sur l'un des carrefours de transport les plus importants de la ville de Vienne.

## Histoire
La planification du monument a commencé en 1871, l'année de la mort de Tegetthoff, mais pendant longtemps aucun accord n'a été trouvé sur l'emplacement. En 1872, un concours fut annoncé. Au total, 24 sculpteurs y ont participé, parmi lesquels le Suisse Ferdinand Schlöth, qui a travaillé à Rome, est sorti vainqueur avec son projet. Carl Kundmann, qui était membre du jury en tant que représentant de l'Académie de Vienne et ne pouvait donc pas soumettre un projet, a intrigué contre le gagnant jusqu'à ce qu'un projet lui soit commandé, qui a finalement été choisi. La question de la localisation a également donné lieu à des discussions. Le plan initial était de placer le monument devant l'église votive. Finalement, il trouva sa place au Praterstern, où il fut inauguré le 21 septembre 1886. L'emplacement finalement choisi garantissait une fréquentation maximale grâce à la Nordbahnhof voisine, la gare la plus importante de Vienne à l'époque, et au Wurstelprater voisin, le grand parc d'attractions de la ville.
Le monument a été inauguré 20 ans après le plus grand succès de Tegetthoff, la victoire à la bataille navale de Lissa, en présence de l'empereur François-Joseph Ier.
Le monument a été restauré de 2016 à 2018, pour un coût de 897 000 euros.

## Description
Le fondateur de la puissance navale autrichienne est représenté par une statue de près de 3,5 mètres de hauteur, au sommet d'une colonne en marbre de 16 m de haut. La colonne rappelle les colonnes triomphales de la place Vendôme à Paris et de Trafalgar Square à Londres, et a la forme d'une colonne rostrale. Le pilier se situe à environ 5 m de hauteur entouré d'hippocampes combattants. Trois coques de navires émergent de la colonne, augmentant en taille vers le bas, chacun portant comme figure de proue la déesse de la victoire Niké. A la base se trouvent deux groupes de sculptures : sur la gauche, des vaisseaux de combat tirés par des chevaux à travers les vagues, conduits par une déesse combattante avec l'aigle austro-hongrois à deux têtes sur le bouclier et un dragon sur le casque, et à droite, une déesse ailée triomphante avec la couronne de laurier à la main. Deux tritons tiennent des plaques commémoratives qui commémorent les victoires de Tegetthoff dans la bataille navale d'Helgoland et dans la bataille navale de Lissa.

## Galerie

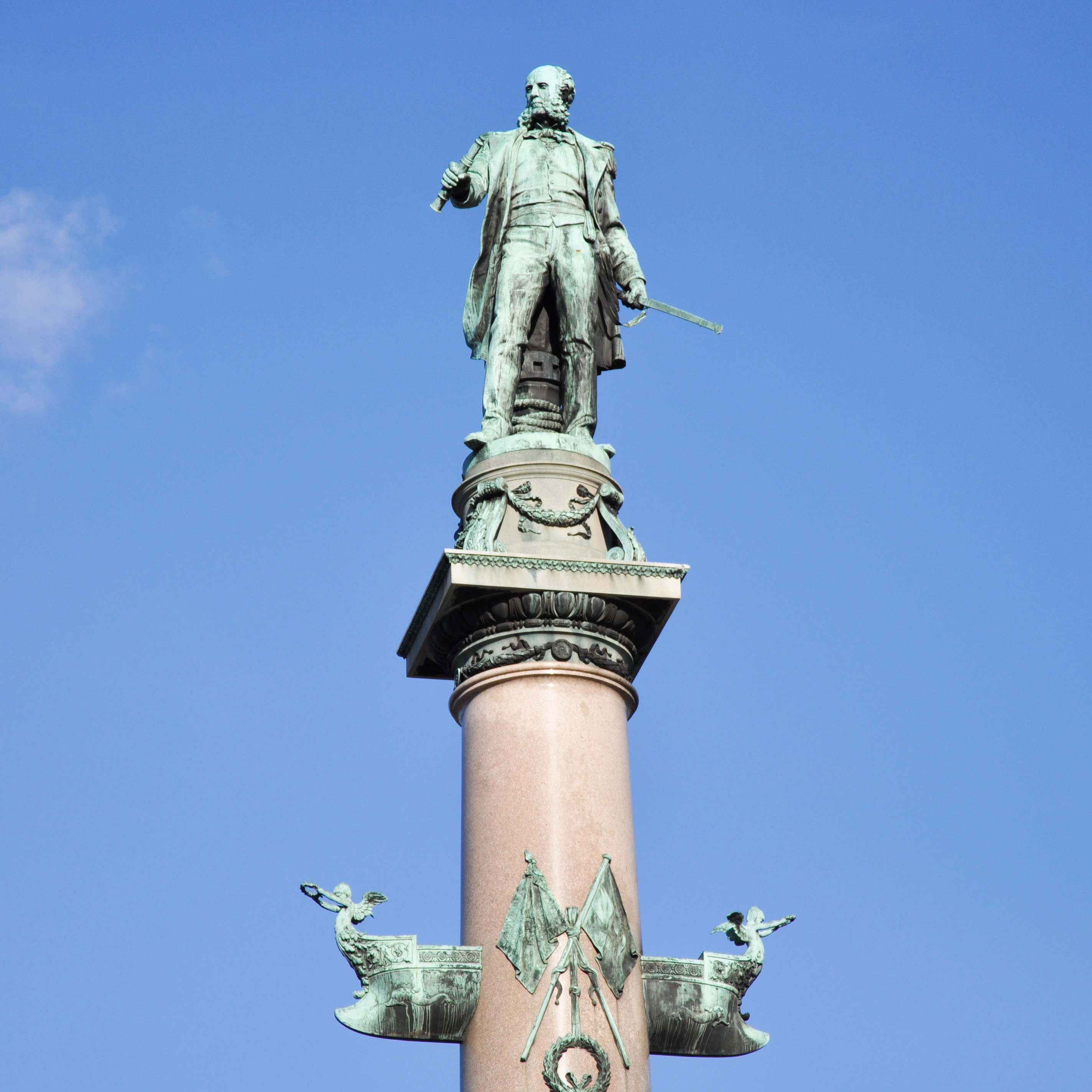
Statue de Tegetthoff
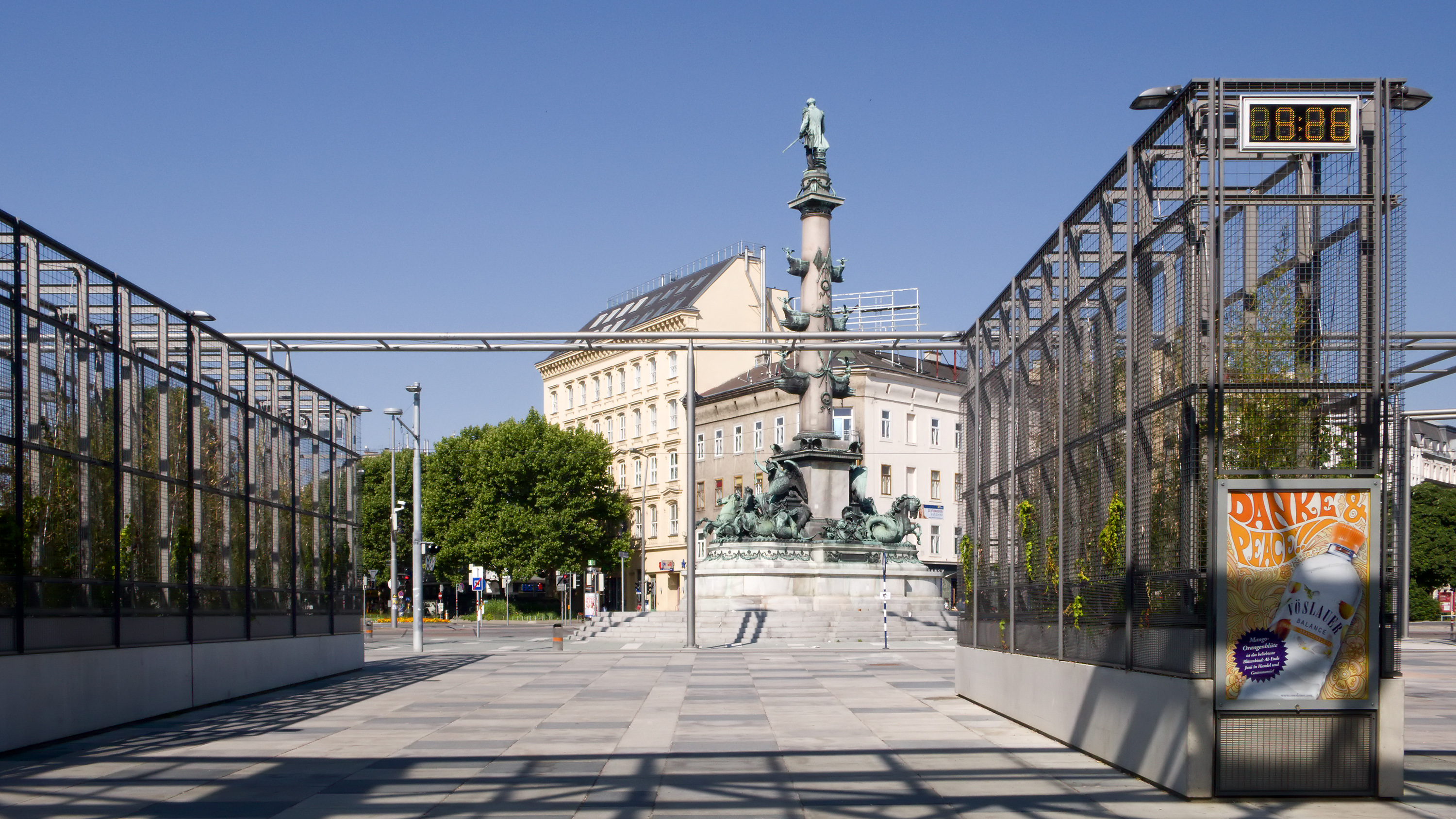
Les cages végétales derrière le monument
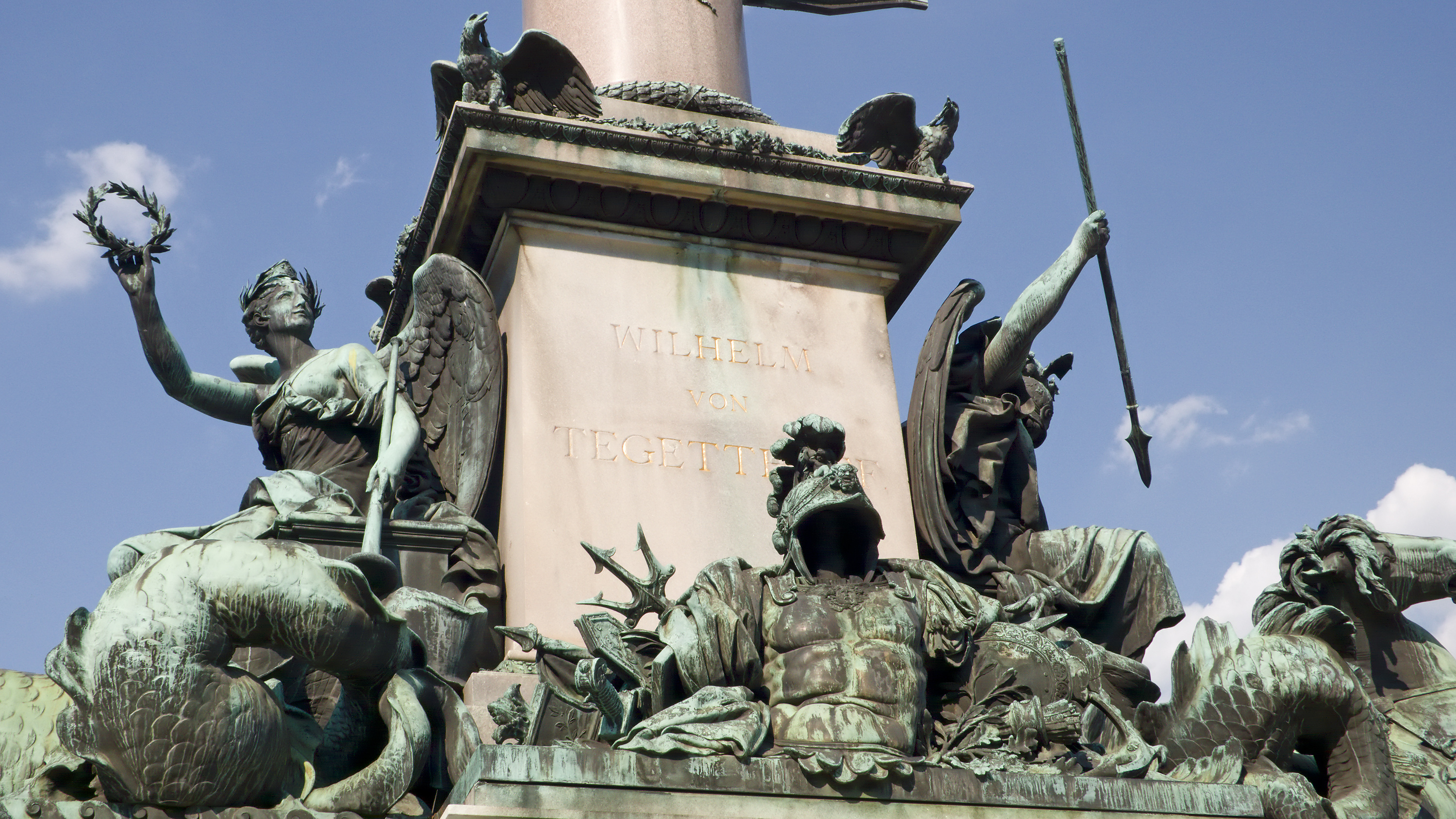
La base du monument
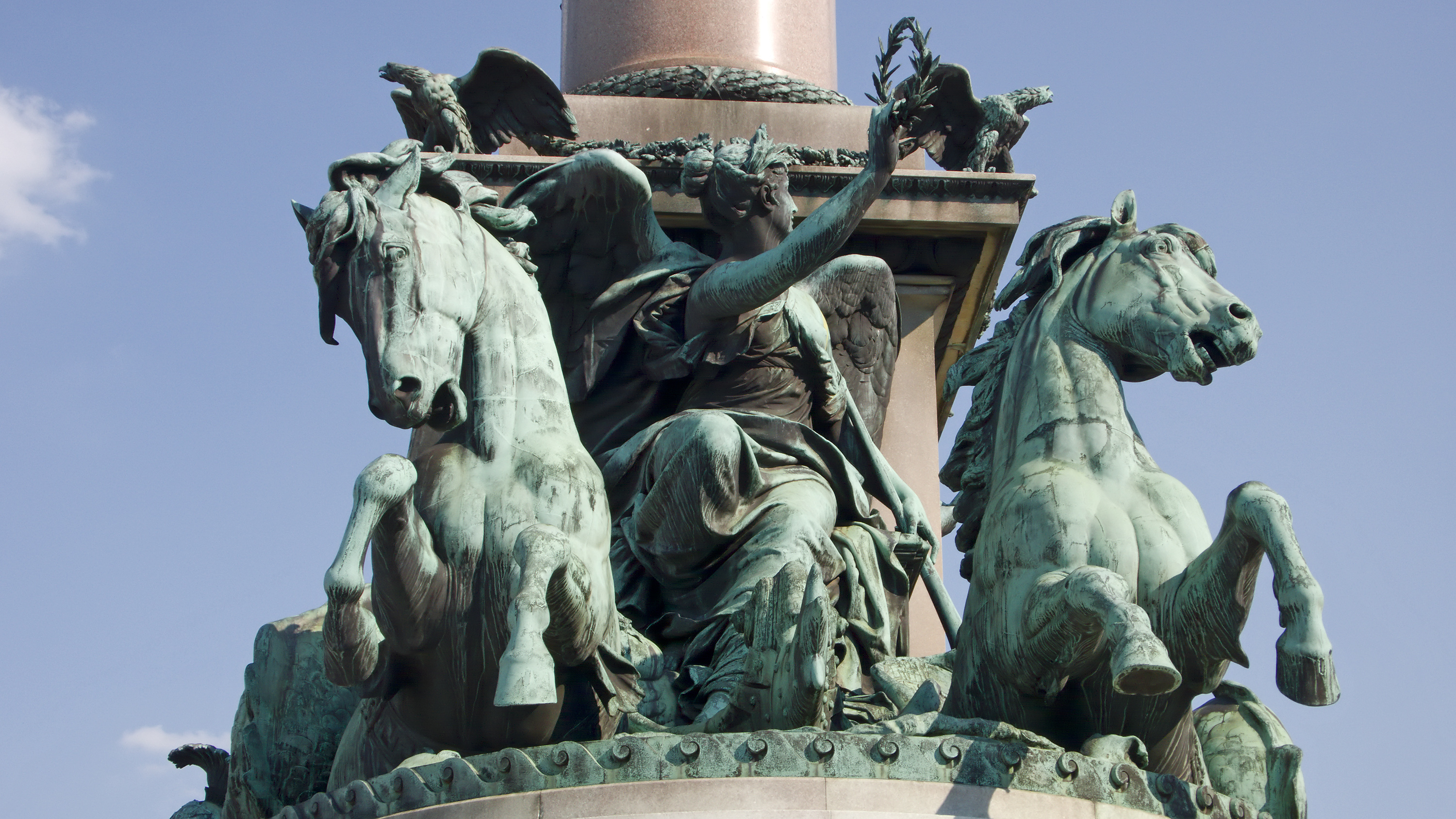
Base, détail
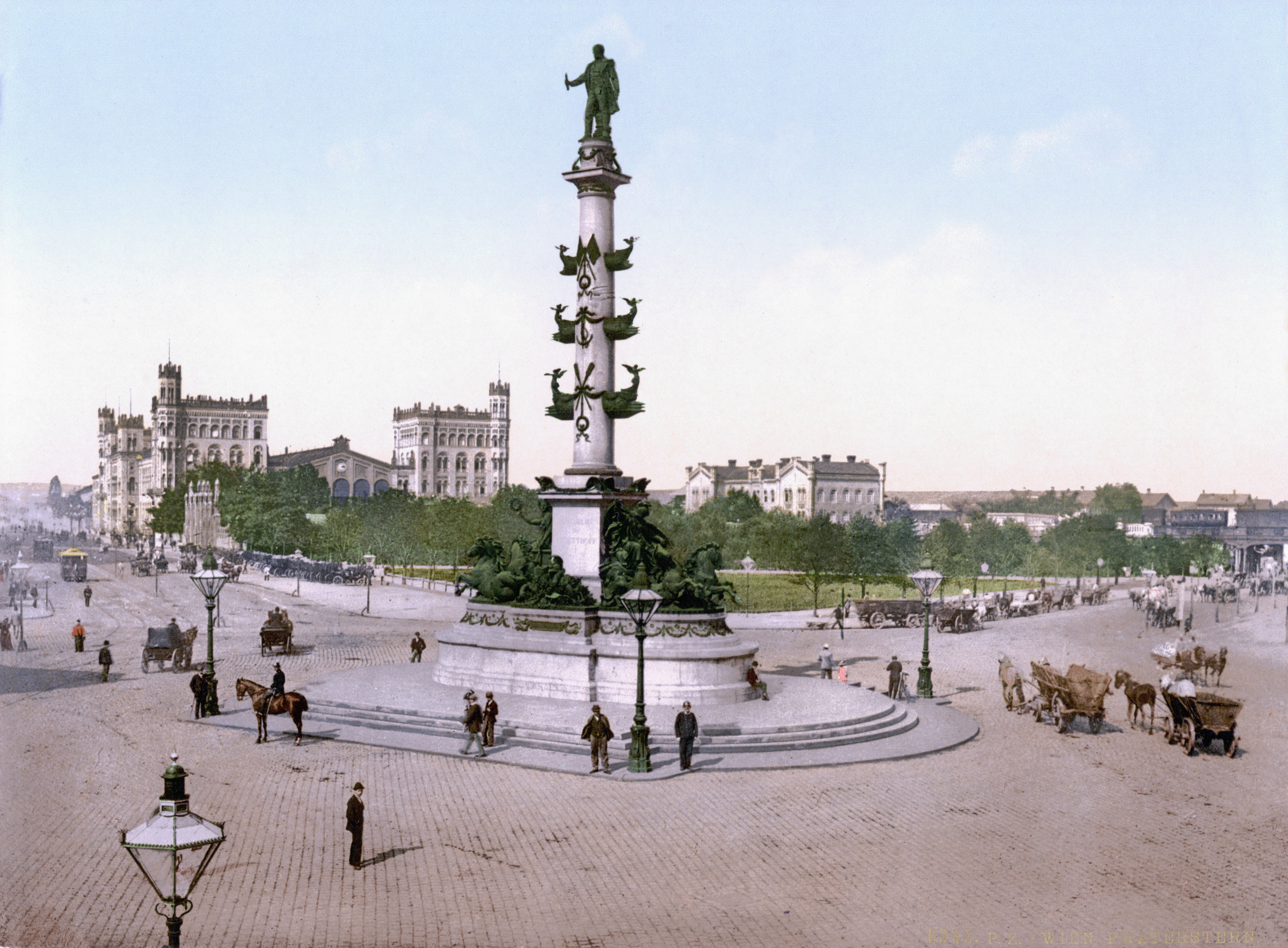
Le monument devant la Gare du Nord, vers 1900

## Source de traduction
- (de) Cet article est partiellement ou en totalité issu de l’article de Wikipédia en allemand intitulé « Tegetthoff-Denkmal » (voir la liste des auteurs).